# Volkshochschule Bregenz

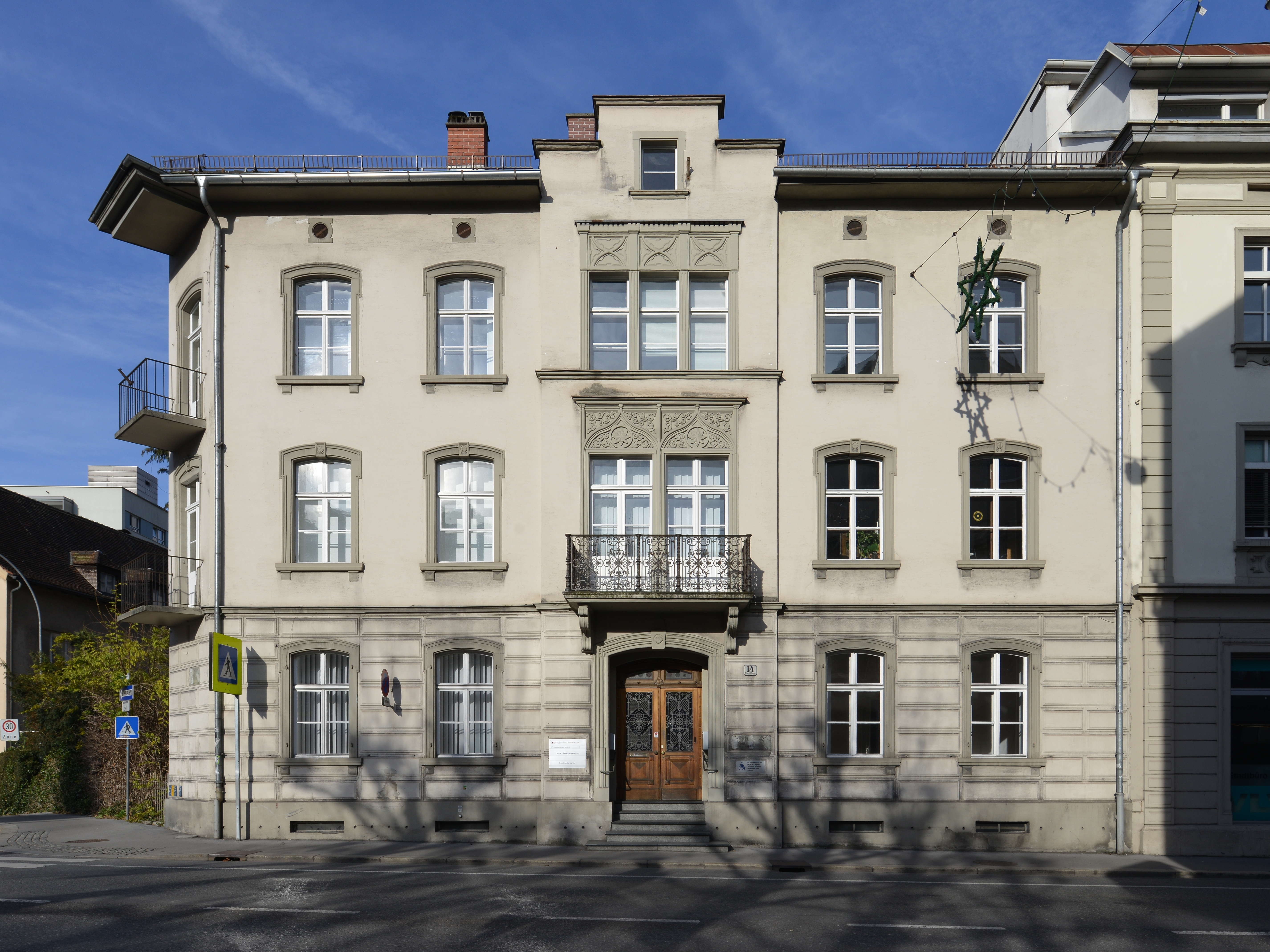
Das Hauptgebäude der VHS Bregenz in der Römerstraße 14

Die Volkshochschule Bregenz befindet sich in der Stadt Bregenz in Vorarlberg. Die Volkshochschule bietet jährlich über 600 Kurse an.

## Geschichte
Die Volkshochschule Bregenz wurde im Oktober 1948 durch ein Kuratorium als Bürgerinitiative gegründet und bereits im Herbst 1948 startete das erste Kursprogramm. 1949 erfolgte die Konstituierung als Verein. 1950 übernahm der ehemalige Unterrichtsminister Emil Schneider die Obmannschaft. Schwerpunkte des frühen Kurswesens waren Vorträge, Sprachen, Reisen, aber auch Haushaltsführung.
Seit den 80er Jahren verzeichnet die Organisation starke Anstiege bei Kursen und Kursbesuchern (1975: 82 Kurse, 1990: 276 Kurse, 2016: 643 Kurse). Seit 1986 verfügt die Volkshochschule Bregenz über einen hauptamtlichen Geschäftsführer.
Seit 1999 bietet die Volkshochschule Bregenz die Berufsreifeprüfung an, seit 2010 Lehre und Matura.
Ein weiterer Schwerpunkt der Einrichtung ist der Bereich Deutsch als Fremdsprache.

## Leitbild
In ihrem Leitbild setzt die Volkshochschule Bregenz auf Bildung für alle zu erschwinglichen Preisen.

## Leitung
Dem Verein steht bis heute ein ehrenamtlicher Vorstand vor. Seit April 2018 ist der ehemalige Direktor des Bundesgymnasiums Bregenz – Blumenstraße, Klemens Voit, der Obmann der VHS Bregenz.

## Auszeichnungen
Am 30. November 2016 wurde die VHS Bregenz von Landeshauptmann Markus Wallner und AK-Präsident Hubert Hämmerle als „Bester Arbeitgeber Vorarlbergs 2016“ in der Kategorie 11- 50 Mitarbeiter ausgezeichnet. Dies gelang der Organisation bereits im Jahr 2015. Im Juni 2018 wurde der VHS Bregenz die Auszeichnung Recognized for excellence 5* überreicht. Damit ist der Verein als „exzellentes Unternehmen“ nach EFQM gelistet.